# Подгорненское сельское поселение (Чечня)
Подгорненское се́льское поселе́ние — муниципальное образование в Надтеречном районе Чечни Российской Федерации.
Административный центр — село Подгорное.

## История
Статус и границы сельского поселения установлены Законом Чеченской Республики от 20 февраля 2009 года № 16-РЗ «Об образовании муниципального образования Надтеречный район и муниципальных образований, входящих в его состав, установлении их границ и наделении их соответствующим статусом муниципального района и сельского поселения».

## Население
| 2010  | 2012  | 2013  | 2014  | 2015  | 2016  | 2017  |
| ----- | ----- | ----- | ----- | ----- | ----- | ----- |
| 1693  | ↗1754 | ↗1790 | ↗1814 | ↗1852 | ↗1872 | ↗1908 |
| 2018  | 2019  | 2020  | 2021  | 2023  | 2024  |       |
| ↗1925 | ↗1948 | ↗1949 | ↗2039 | ↗2065 | ↘2048 |       |

## Состав сельского поселения
| № | Населённый пункт | Тип населённого пункта       | Население |
| - | ---------------- | ---------------------------- | --------- |
| 1 | Подгорное        | село, административный центр | ↘2048     |